# Serie A1 1994-1995 (pallamano maschile)
La Serie A1 1994-1995 è stata la 26ª edizione del torneo di primo livello del campionato italiano di pallamano maschile.

Esso venne organizzato dalla Federazione Italiana Giuoco Handball.

Il torneo fu vinto dalla Pallamano Trieste per la 12ª volta nella sua storia.

A retrocedere in serie A2 furono la Pallamano Modena e la S.S. Lazio Pallamano.

## Classifica
|  | Pos. | Squadra      | Pt | G  | V  | N | S  | GF  | GS  | D    | Note                                      |
|  | ---- | ------------ | -- | -- | -- | - | -- | --- | --- | ---- | ----------------------------------------- |
|  | 1.   | Trieste      | 34 | 22 | 15 | 4 | 3  | 622 | 520 | +102 | Qualificato alla Champions League 1995-96 |
|  | 2.   | Meran        | 29 | 22 | 13 | 3 | 6  | 667 | 588 | +79  |                                           |
|  | 3.   | Brixen       | 26 | 22 | 11 | 4 | 7  | 548 | 491 | +57  |                                           |
|  | 4.   | Rubiera      | 25 | 22 | 12 | 1 | 9  | 540 | 528 | +12  |                                           |
|  | 5.   | Ortigia      | 22 | 22 | 10 | 2 | 10 | 527 | 513 | +14  |                                           |
|  | 6.   | Prato        | 21 | 22 | 9  | 3 | 10 | 563 | 569 | -6   |                                           |
|  | 7.   | Conversano   | 20 | 22 | 9  | 2 | 11 | 545 | 603 | -58  |                                           |
|  | 8.   | Teramo       | 20 | 22 | 8  | 4 | 10 | 585 | 577 | +8   |                                           |
|  | 9.   | Gaeta        | 20 | 22 | 9  | 2 | 11 | 571 | 605 | -34  |                                           |
|  | 10.  | Bologna 1969 | 19 | 22 | 8  | 3 | 11 | 570 | 594 | -24  |                                           |
|  | 11.  | Modena       | 18 | 22 | 7  | 4 | 11 | 545 | 556 | -11  | Retrocesso in Serie A2 1995-96            |
|  | 12.  | Lazio        | 10 | 22 | 4  | 2 | 16 | 513 | 652 | -139 | Retrocesso in Serie A2 1995-96            |

## Finale Scudetto
| Squadra 1 | Squadra 2 | Gara 1  | Gara 2  |
| --------- | --------- | ------- | ------- |
| Trieste   | Meran     | Trieste | Merano  |
| Trieste   | Meran     | 27 - 24 | 24 - 20 |

## Campioni
| Campione d'Italia 1994-1995  |
| ---------------------------- |
| Pallamano Trieste 12º titolo |